# Pstrąże
Pstrąże è una città fantasma polacca sita nel comune di Bolesławiec in Bassa Slesia, circa 120 km a nord ovest di Breslavia. Si tratta di una ex base segreta dell'Armata Rossa, che ora serve come sito di formazione per l'esercito polacco.

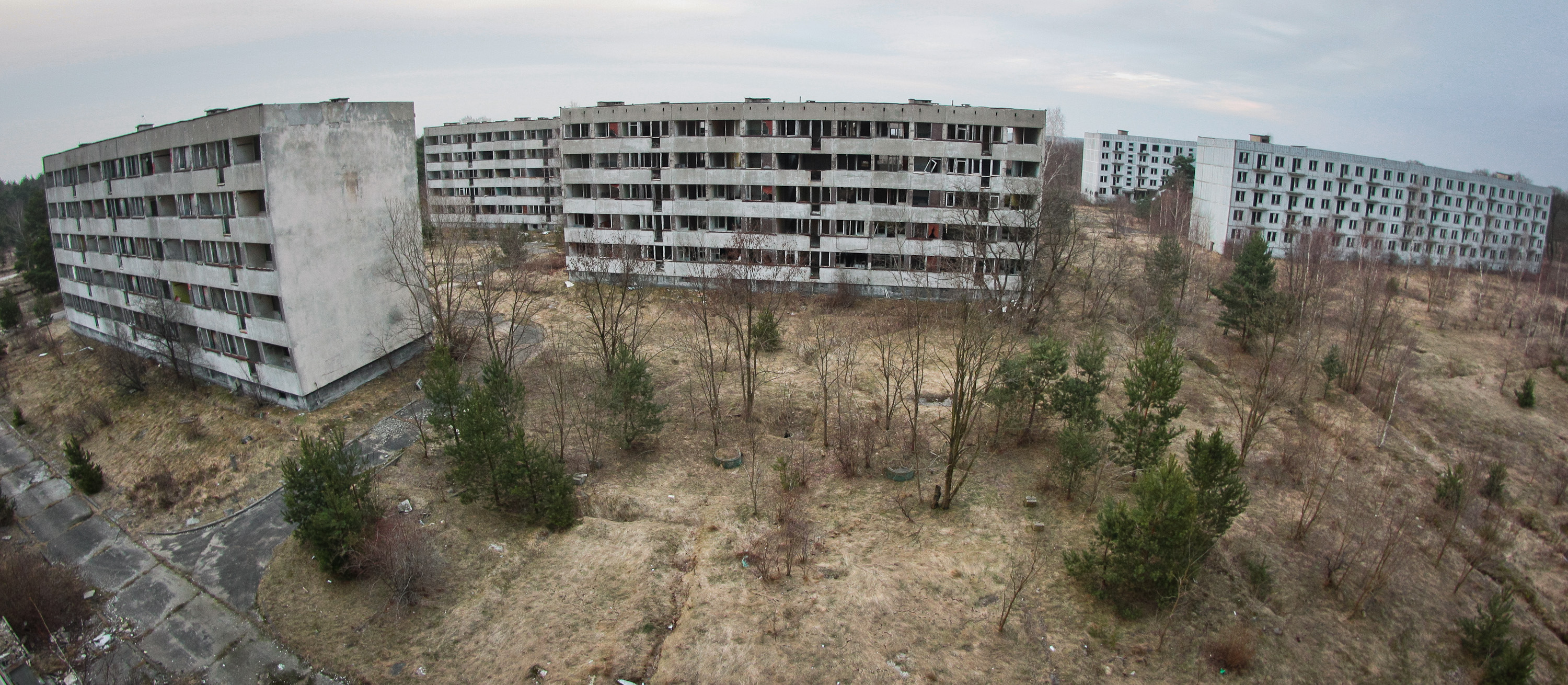
Edifici abbandonati a Pstrąże